# عبد الرحمن باخشوين
عبد الرحمن با خشوين لاعب كرة قدم سعودي ، يلعب في خط الوسط.

## مسيرة اللاعب
مثل نادي الاتفاق في الفئات السنية و احترف في البحرين في كرة القدم للصالات مع أندية ديار المحرق و الرفاع و وقع نادي النهضة في عام 2017 و لكن لم يلعب معهم و وقع مع نادي الجبيل و بعدها مع نادي الساحل ونادي النعيرية ونادي الهداية.